# Polyphida lumawigi
Polyphida lumawigi är en skalbaggsart som beskrevs av Hüdepohl 1992. Polyphida lumawigi ingår i släktet Polyphida och familjen långhorningar.
Artens utbredningsområde är Filippinerna. Inga underarter finns listade i Catalogue of Life.